# Eivind Opsvik
Eivind Opsvik (né en 1973 à Oslo) est un guitariste et contrebassiste norvégien de jazz.

## Biographie
Il est le fils du clarinettiste de jazz et designer de meubles Peter Opsvik. Tout en étudiant la basse classique à l'Académie norvégienne de musique (Norges musikkhøgskole), il devient actif sur la scène jazz d'Oslo. Il travaille aux États-Unis depuis la fin des années 1990, où il rejoint en 2002 le groupe Overseas. Il fréquente également l'école de musique de Manhattan. 
Eivind Opsvik compte plusieurs disques. En 2012, il sort Overseas VI, le deuxième disque de son propre label Loyal Label, inspiré par Sofia Coppola. En 2017, il sort Overseas V. 